# حركة التحرر العربي
حركة التحرر العربي هي حزب سياسي سوري أسسه أديب الشيشكلي بعيد انقلابه الثاني على الحكم الدستوري عام 1951، ولعب دور حزب سوريا الوحيد بعد حل الأحزاب الأخرى ذات الشعبية كحزب الشعب والحزب الوطني أو الأقل شعبية كحزب البعث والإخوان المسلمين.
بحسب دستور الحزب فهو يؤمن بأن العرب أمة واحدة ويحب عليهم التوحد في ظل دولة واحدة تمتد من جبال طوروس وحتى الخليج العربي وبحر العرب والحبشة والصحراء الكبرى وانتهاءً بالمحيط الأطلسي. أما المبادئ الاجتماعية للحزب فهي تحرير المرأة ورفع مستوى التعليم ومكافحة البطالة وتوطين البدو تطوير الزراعة وترسيخ علاقة متوازنة بين العمال وأرباب العمل، كما يضمن الحزب في فكره الملكية الخاصة وحقوق الطوائف بأحوالها الشخصية وأعلى من شأن الجيش لكون مؤسسه عسكريًا.
خلال فترة تأسيسه الأول ونشاطه اعتبر الحزب ديكتاتوريًا، شوهد أعضاءه في دمشق أكثر من مرة يؤدون التحية النازية كما لقّب مؤسسه الشيشكلي بأنه «حامي القومية العربية»، في الواقع فإن السبب الرئيس لقيام الشيشكلي بانقلابه وتأسيسه الحزب هو مناهضة مشروع «سوريا الكبرى» والقومية السورية والوحدة تحت التاج الهاشمي بعد أن وافق حزب الشعب أكبر أحزاب البرلمان عليها وكادت ان تعلن وحدة بين سوريا والعراق والأردن على هذا الأساس. نال الحزب كمًا من الانتقادات بما فيها أحزاب يسارية وقومية عربية، ميشيل عفلق مؤسس حزب البعث العربي الاشتراكي، قال أن حركة التحرير العربي هي «ذر للرماد في عيون العرب، وكسب للشعبية على حساب القضية، لتبرير الحكم الديكتاتوري».
حقق الحزب في الانتخابات التشريعية عام 1953 72 مقعدًا من أصل 82، لم يحظر عمله في سوريا بعد سقوط نظام الشيشكلي عام 1954، وحقق حضورًا في الانتخابات اللاحقة، بمقعدين في انتخابات العام 1954 وأربع مقاعد في انتخابات العام 1961.